# 90's Pop Tour 4
90's Pop Tour 4 es el cuarto álbum en vivo de la gira 90's Pop Tour, en su cuarta etapa, realizado por Ana Torroja, Sentidos Opuestos, Lynda, Benny, Kabah, JNS, Erik Rubín y Magneto. El álbum fue lanzado por BOBO Music el 13 de mayo de 2022, en formato físico y digital. El formato físico incluye varios DVD con la presentación de los ocho artistas. 
El álbum fue grabado del concierto del 26 de noviembre de 2021 en la Arena Ciudad de México. Además de las presentaciones de los artistas principales, incluye la participación especial del grupo Garibaldi así como Ari Borovoy.
El álbum ha vendido más de 300 000 copias físicas en México.

## Antecedentes
La gira 90's Pop Tour ya había lanzado tres álbumes correspondientes a las primeras etapas de la gira: 90's Pop Tour (2017), 90's Pop Tour, Vol.2 (2018) y 90's Pop Tour, Vol.3 (2019). En 2019 concluyó la gira original y no fue hasta 2021 que se anunció la cuarta etapa a manera de reactivar la industria musical en México tras la pandemia del COVID-19, esta vez con un nuevo elenco en el que ya no participarían OV7, Caló, The Sacados ni Mercurio quienes estuvieran hasta el final de la tercera etapa.
La cuarta etapa de la gira dio inicio el 26 de noviembre de 2021 en la Arena Ciudad de México, donde el concierto con una duración de más de cuatro horas fue grabado para su posterior lanzamiento.

## Lanzamiento y promoción
El álbum originalmente fue anunciado para su lanzamiento físico como regalo exclusivo a las personas que asistieron al concierto del 25 de febrero de 2022 en la Arena Ciudad de México, sin embargo se pospuso debido a problemas de producción, y se reprogramó para el 22 de abril del mismo año. Finalmente, el 20 de abril se anunció a través de redes sociales la portada del disco y la fecha definitiva de lanzamiento para el 13 de mayo.
La presentación oficial del álbum a los medios de comunicación se llevó a cabo en una rueda de prensa el 15 de junio de 2022. En ella se reveló que el álbum ha vendido más de 300 000 copias físicas en México, llegando a convertirse también en el disco #1 en ventas en la tienda especializada de música Mixup.

### Sencillos promocionales
Previo al lanzamiento del disco, siete sencillos promocionales fueron liberados en plataformas digitales, así como su video correspondiente en el canal oficial de YouTube del 90's Pop Tour. El primer sencillo fue «Fiesta» interpretado por Sentidos Opuestos junto con Lynda, Benny, Kabah, JNS, Erik Rubín y Magneto lanzado el 11 de abril, y cuyo video oficial superó el millón de visitas.
El segundo sencillo, «La Calle de las Sirenas», interpretado por Kabah junto con Sentidos Opuestos, Benny, JNS, Lynda y Magneto fue lanzado el 12 de abril.
El tercer sencillo fue «Gira Que Gira», interpretado por Lynda, JNS y Kabah, lanzado el 17 de abril.
El 22 de abril se publicó «Muriendo Lento» como el cuarto sencillo, interpretado por Benny, Erik Rubín, Lynda y Sentidos Opuestos.
A finales de ese mismo mes, el 28 de abril se lanzó «Barco a Venus» como el quinto sencillo promocional, interpretado por Ana Torroja, Sentidos Opuestos, Lynda, Benny, Kabah, JNS, Erik Rubín y Magneto.
El 5 de mayo de 2022 se lanzó el medley «Sugar Sugar / Mira Mira Mira» como el penúltimo sencillo, interpretado por Magneto y JNS.
Finalmente, a unos días del lanzamiento oficial del álbum, se publicó el último sencillo promocional, «La Ventanita» el 9 de mayo, interpretado por el grupo invitado Garibaldi, junto con JNS y Kabah.

## Contenido
La cuarta entrega del 90's Pop Tour es el concierto de más larga duración de los cuatro que se han lanzado. En total, 60 canciones son listadas, aunque varias de ellas aparecen en popurrí. Además se incluyen tres temas del invitado especial de esa noche, el grupo mexicano Garibaldi. En general, el repertorio difiere en gran medida a los tres primeros volúmenes, debido a que la mayor parte del elenco es diferente, aunque se incluyen temas que ya han aparecido en los demás álbumes, como los interpretados por JNS y Erik Rubín, así como Duele el Amor, tema interpretado por Aleks Syntek en el primer volumen, ahora interpretado por Ana Torroja.
Los temas de cada artista incluidos en la gira son:
- Ana Torroja: Ya No Te Quiero, Duele el Amor
- Sentidos Opuestos: Eternamente, Escríbeme en el Cielo, A Dónde, Historias de Amor, Mírame, Amor de Papel, Dónde Están, Fiesta
- Lynda: A 1000 por Hora, No Quiero Verte, Dile, Maldita Timidez, Corazón Perdido, Gira Que Gira
- Benny: Inspiración, Uno, Llueve Luz, Sin Ti, Si Puedo Volverte a Ver, Cielo
- Kabah: La Vida Que Va, Una Ilusión, Antro, Mai Mai, Vive, La Calle de las Sirenas
- JNS: Solo Vivo para Ti, Estoy por Él, Me Haces Tanto Bien (cover de Amistades Peligrosas), Tal Vez, Enferma de Amor, Entre Azul y Buenas Noches, Pepe
- Erik Rubín: Dame Amor, Cuando Mueres por Alguien
- Magneto: 40 Grados, Sugar Sugar, Mira, Mira, Mira, Malherido, Para Siempre, Cambiando el Destino, Vuela Vuela

Además se incluyen temas de las siguientes agrupaciones:
- Timbiriche: La Vida Es Mejor Cantando, Ámame Hasta con los Dientes, Con Todos Menos Conmigo, Muriendo Lento, El Gato Rockanrolero, El Baile del Sapo, Si No Es Ahora, Tú y Yo Somos Uno Mismo, Princesa Tibetana, México
- Mecano: Me Colé en una Fiesta, Ay Qué Pesado, Maquillaje, Aire, La Fuerza del Destino, Me Cuesta Tanto Olvidarte, Hijo de la Luna, Mujer Contra Mujer, Cruz de Navajas, El 7 de Septiembre, Un Año Más, Barco a Venus
- Garibaldi (participación especial): Que Te La Pongo, Banana, La Ventanita

## Lista de canciones

### CD
| 90's Pop Tour 4 CD 1 | | |          |  |
| N.º                  | Título | Escritor(es) | Duración |  |
| 1.                   | «La Vida Es Mejor Cantando / Me Colé En Una Fiesta» (Benny y Ana Torroja ft. Sentidos Opuestos, Lynda, Kabah, JNS, Erik Rubín, Magneto) | Guillermo Mendez Guiu, Pedro Romero Muñoz, Andrés Ignacio de la Macarena Cano | 9:44     |  |
| 2.                   | «A 1000 Por Hora» (Lynda) | Carlos Lara, Lynda Thomas Aguirre | 3:21     |  |
| 3.                   | «Eternamente» (Sentidos Opuestos) | Napoleón Temuchin Pabón Domínguez, Eduardo A. Osorio | 3:55     |  |
| 4.                   | «Solo Vivo Para Ti» (JNS) | José Ramón Flores | 5:24     |  |
| 5.                   | «La Vida Que Va» (Kabah) | Thomas Arne Gustafson, René Agustín Ortíz Martínez, Daniela Magún Knupfelmacher, Janine Patricia Quijano Tapia, Carla Verónica García Melgarejo, Sergio O'Farril Ortíz, María José Loyola Anaya, Hugo Ernesto Lira Escobar, Héctor Fernando Quijano Tapia | 3:45     |  |
| 6.                   | «40 Grados» (Magneto) | Paul Fraser Mounsey, Edgard Barbosa Pocas | 3:39     |  |
| 7.                   | «Ámame Hasta Con Los Dientes» (Erik Rubín)                                                                                              | Gullermo Mendez Guiu | 3:04     |  |
| 8.                   | «Inspiración / Uno / Llueve Luz» (Benny)                                                                                                | Guillermo Mendez Guiu, Benny Ibarra De Llano, Alix Bauer Tapuach, Paulina María Carranza | 5:33     |  |
| 9.                   | «Ya No Te Quiero» (Ana Torroja) | Ignacio De Loyola Bejar Castano | 3:47     |  |
| 10.                  | «Sugar / Mira, Mira, Mira» (Magneto ft. JNS)                                                                                            | Jeff Barry, Andy Kim, Baron Longfellow, Arthur Resnik, Joseph Edward Levine | 3:58     |  |
| 11.                  | «Estoy Por Él» (JNS ft. Sentidos Opuestos)                                                                                              | Belén Aguilar Esponda, Mario García Arango | 4:22     |  |
| 12.                  | «Escríbeme En El Cielo / A Dónde / Historias De Amor» (Sentidos Opuestos ft. Benny)                                                     | José Ramón García Flores, César Manuel Valle Rojas, Christian Niebuhr, Miguel Ángel Arjona López, Jorge Sánchez Ramos | 6:54     |  |
| 13.                  | «Una Ilusión» (Kabah ft. Lynda) | Rene Agustín Ortíz Martínez, Sergio Oríz O'Farril, Hector Fernando Quijano Tapia, Daniela Magún Knupfelmacher, Janine Patricia Quijano Tapia, Carla Verónica García Melgarejo                                                                             | 4:02     |  |
| 14.                  | «No Quiero Verte» (Lynda ft. Erik Rubín)                                                                                                | Rosangel Aguirre Thomas, Alissandron Alissandroni, Max Di Carlo | 3:56     |  |
| 15.                  | «Ay Qué Pesado / Maquillaje» (Ana Torroja ft. Kabah, JNS)                                                                               | Andrés Ignacio De La Macarana Cano | 6:16     |  |

| 90's Pop Tour 4 CD 2 |                                                                               | |          |  |
| N.º                  | Título                                                                        | Escritor(es) | Duración |  |
| 16.                  | «Sin Ti» (Benny ft. Magneto)                                                  | Guillermo Mendez Guiu | 4:48     |  |
| 17.                  | «Mírame» (Sentidos Opuestos ft. Magneto, Lynda)                               | Alfredo Matheus | 4:47     |  |
| 18.                  | «Aire» (Ana Torroja ft. Erik Rubín)                                           | José María Cano Andrés | 4:45     |  |
| 19.                  | «La Fuerza Del Destino» (Ana Torroja)                                         | Ignacio De La Macarena Cano | 5:09     |  |
| 20.                  | «Dame Amor» (Erik Rubín ft. Kabah)                                            | Erik Rubín Milanszenko, Jorge Luis Amaro-Lares, Aureo Manuel Baqueiro-Guillen | 4:37     |  |
| 21.                  | «Me Cuesta Tanto Olvidarte» (Ana Torroja ft. Benny)                           | José María Cano Andrés | 3:24     |  |
| 22.                  | «Si Puedo Volverte A Ver» (Benny ft. Ana Torroja)                             | Benny Ibarra De Llano, Miguel Bosé Dominguín, Terence Walsh Peter | 5:52     |  |
| 23.                  | «Me Haces Tanto Bien» (JNS ft. Erik Rubín)                                    | Alberto Comesana García, Carlos De France Roca De Togores | 3:15     |  |
| 24.                  | «Dile» (Lynda ft. JNS)                                                        | Max Di Carlo, Carlos Lara | 4:04     |  |
| 25.                  | «Antro» (Kabah ft. Sentidos Opuestos, Magneto)                                | René Agustín Ortíz Martínez, Carla Verónica García Melgarejo, Sergio Ortíz O'Farrel, Janine Patricia Quijano Tapia, Héctor Fernando Quijano Tapia, Daniela Magún Knupfelmacher, María José Loyola Anaya | 3:56     |  |
| 26.                  | «Con Todos Menos Conmigo» (Erik Rubín ft. Benny, Kabah, Magneto, Ari Borovoy) | Carlos Toro Montoro, Guido Brecevic | 4:01     |  |
| 27.                  | «Duele El Amor» (Ana Torroja ft. Magneto)                                     | Raúl Alejandro Escajadillo-Peña | 5:04     |  |
| 28.                  | «Malherido» (Magneto ft. Erik Rubín)                                          | Cristóbal Sansano Twerdy, Mónica Naranjo Carrasco | 4:20     |  |
| 29.                  | «Hijo De La Luna» (Ana Torroja ft. Sentidos Opuestos)                         | José María Cano Andrés | 6:26     |  |

| 90's Pop Tour 4 CD 3 |                                                                   | |          |  |
| N.º                  | Título                                                            | Escritor(es) | Duración |  |
| 30.                  | «Tal Vez / Enferma De Amor» (JNS ft. Kabah)                       | Max Di Carlo, Carlos Lara, Juan Giralt Alcón, Consuelo Arango Bustos | 5:53     |  |
| 31.                  | «Maldita Timidez» (Lynda ft. Benny)                               | Carlos Lara | 3:48     |  |
| 32.                  | «Muriendo Lento» (Benny, Erik Rubín ft. Lynda, Sentidos Opuestos) | Gerardo S. Flores | 4:16     |  |
| 33.                  | «Mujer Contra Mujer» (Ana Torroja ft. Sentidos Opuestos)          | José María Cano Andrés | 5:25     |  |
| 34.                  | «Que Te La Pongo» (Garibaldi)                                     | Luis Alfonso Muriel Londono, Luis Carlos Jaramillo | 3:23     |  |
| 35.                  | «Banana» (Garibaldi)                                              | Gómez, Johnny Ventura, Public Domain, Traditional, Guido Haazen, Pd Traditional | 4:09     |  |
| 36.                  | «La Ventanita» (Garibaldi ft. JNS, Kabah)                         | Miguel Almanzarw | 4:14     |  |
| 37.                  | «Cuando Mueres Por Alguien» (Erik Rubín ft. Sentidos Opuestos)    | Rafael L. Villafañe, Erik Rubín Milanszenko, John Kuys Philip | 4:01     |  |
| 38.                  | «Para Siempre» (Magneto ft. Lynda, Sentidos Opuestos)             | Carlos Lara | 4:34     |  |
| 39.                  | «Cruz De Navajas» (Ana Torroja ft. Lynda)                         | José María Cano Andrés | 5:06     |  |
| 40.                  | «Mai Mai» (Kabah ft. Benny, Erik Rubín)                           | María José Loyola Anaya, Sergio Ortíz O'Farril, Daniela Magún Knupfelmacher, Janine Patricia Quijano Tapia, Carla Verónica García Melgarejo, Clemente Ferrari, René Agustín Ortíz Martínez, Héctor Fernando Quijano Tapia | 3:53     |  |
| 41.                  | «El Gato Rockanrolero / El Baile Del Sapo» (Benny ft. Kabah)      | Guillermo Mendez Guiu, Richard O. Brien | 4:41     |  |
| 42.                  | «Si No Es Ahora» (Erik Rubín ft. JNS)                             | Enrique Elías Buchelly Campos, Fernando Gutiérrez López | 3:58     |  |
| 43.                  | «Amor De Papel» (Sentidos Opuestos ft. Lynda, Kabah, JNS)         | José Llado Estefanell, Minerva Pérez Garrido, Eduardo Posada Fernández | 4:29     |  |
| 44.                  | «Cambiando El Destino» (Magneto ft. Benny)                        | Carlos Lara | 3:37     |  |

| 90's Pop Tour 4 CD 4 | |                                                                        |          |  |
| N.º                  | Título                                                                                             | Escritor(es)                                                           | Duración |  |
| 45.                  | «7 De Septiembre» (Ana Torroja ft. Ari Borovoy)                                                    | Andrés Ignacio De La Macarena Cano                                     | 4:41     |  |
| 46.                  | «Cielo» (Benny ft. Sentidos Opuestos)                                                              | Paulina María Carranza, Guillermo Méndez Guiu, Benny Ibarra De Llano   | 3:56     |  |
| 47.                  | «Corazón Perdido» (Lynda ft. Kabah)                                                                | Carlos Lara                                                            | 4:14     |  |
| 48.                  | «Dónde Están» (Sentidos Opuestos ft. Erik Rubín)                                                   | Leonardo Francisco Mora Cosío                                          | 4:33     |  |
| 49.                  | «Tú Y Yo Somos Uno Mismo» (Benny ft. JNS)                                                          | Marco A. Flores, Luca Carboni                                          | 3:29     |  |
| 50.                  | «Entre Azul Y Buenas Noches» (JNS ft. Sentidos Opuestos, Kabah, Magneto)                           | Alfredo Marugán Rodríguez, José Ramón García Flores                    | 4:29     |  |
| 51.                  | «Vive» (Kabah)                                                                                     | Marco A. Flores                                                        | 3:50     |  |
| 52.                  | «Princesa Tibetana» (Erik Rubín)                                                                   | Guillermo Méndez Guiu                                                  | 3:52     |  |
| 53.                  | «Gira Que Gira» (Lynda ft. JNS, Kabah)                                                             | Carlos Lara                                                            | 4:28     |  |
| 54.                  | «Un Año Más» (Ana Torroja ft. Sentidos Opuestos, Lynda, Benny, Kabah, JNS, Erik Rubín, Magneto)    | Andrés Ignacio De La Macarana Cano                                     | 5:56     |  |
| 55.                  | «La Calle De Las Sirenas» (Kabah ft. Sentidos Opuestos, Lynda, Benny, JNS, Magneto)                | Carla Verónica García Melgarejo, Marco A. Flores                       | 4:46     |  |
| 56.                  | «Fiesta» (Sentidos Opuestos ft. Lynda, Benny, Kabah, JNS, Erik Rubín, Magneto)                     | José Llado Estefanell, Minerva Pérez Garrido, Eduardo Posada Fernández | 4:02     |  |
| 57.                  | «Pepe» (JNS ft. Sentidos Opuestos, Benny, Kabah, Magneto)                                          | Carlos Lara, Rosangel Aguirre Thomas                                   | 3:47     |  |
| 58.                  | «Vuela Vuela» (Magneto ft. Sentidos Opuestos, Benny, Kabah, JNS)                                   | Albert Jacques Dubois Dominique, Jean-Michel Franck Rivat              | 5:15     |  |
| 59.                  | «Barco A Venus» (Ana Torroja ft. Sentidos Opuestos, Lynda, Benny, Kabah, JNS, Erik Rubín, Magneto) | Andrés Ignacio De La Macarena Cano                                     | 5:12     |  |
| 60.                  | «México» (Benny, Erik Rubín ft. Ana Torroja, Sentidos Opuestos, Lynda, Benny, Kabah, JNS, Magneto) | Enzo Feliciati, Miguel Bosé Dominguín, Loris Ceroni, Fabrizio Foschini | 5:37     |  |

### DVD
| 90's Pop Tour 4 DVD 1 | |          |  |
| N.º                   | Título | Duración |  |
| 1.                    | «La Vida Es Mejor Cantando» (Benny ft. Sentidos Opuestos, Lynda, Kabah, JNS, Erik Rubín, Magneto)          | 4:29     |  |
| 2.                    | «Me Colé En Una Fiesta» (Ana Torroja ft. Sentidos Opuestos, Lynda, Benny, Kabah, JNS, Erik Rubín, Magneto) | 4:35     |  |
| 3.                    | «A 1000 Por Hora» (Lynda)                                                                                  | 3:21     |  |
| 4.                    | «Eternamente» (Sentidos Opuestos)                                                                          | 3:55     |  |
| 5.                    | «Solo Vivo Para Ti» (JNS)                                                                                  | 5:24     |  |
| 6.                    | «La Vida Que Va» (Kabah)                                                                                   | 3:45     |  |
| 7.                    | «40 Grados» (Magneto)                                                                                      | 3:39     |  |
| 8.                    | «Ámame Hasta Con Los Dientes» (Erik Rubín)                                                                 | 3:04     |  |
| 9.                    | «Inspiración / Uno / Llueve Luz» (Benny)                                                                   | 5:33     |  |
| 10.                   | «Ya No Te Quiero» (Ana Torroja)                                                                            | 3:47     |  |
| 11.                   | «Sugar / Mira, Mira, Mira» (Magneto ft. JNS)                                                               | 3:58     |  |
| 12.                   | «Estoy Por Él» (JNS ft. Sentidos Opuestos)                                                                 | 4:22     |  |
| 13.                   | «Escríbeme En El Cielo / A Dónde / Historias De Amor» (Sentidos Opuestos ft. Benny)                        | 6:54     |  |
| 14.                   | «Una Ilusión» (Kabah ft. Lynda)                                                                            | 4:02     |  |
| 15.                   | «No Quiero Verte» (Lynda ft. Erik Rubín)                                                                   | 3:56     |  |
| 16.                   | «Ay Qué Pesado / Maquillaje» (Ana Torroja ft. Kabah, JNS)                                                  | 6:16     |  |
| 17.                   | «Sin Ti» (Benny ft. Magneto)                                                                               | 4:48     |  |
| 18.                   | «Mírame» (Sentidos Opuestos ft. Magneto, Lynda)                                                            | 4:47     |  |
| 19.                   | «Aire» (Ana Torroja ft. Erik Rubín)                                                                        | 4:45     |  |
| 20.                   | «La Fuerza Del Destino» (Ana Torroja)                                                                      | 5:09     |  |
| 21.                   | «Dame Amor» (Erik Rubín ft. Kabah)                                                                         | 4:37     |  |
| 22.                   | «Me Cuesta Tanto Olvidarte» (Ana Torroja ft. Benny)                                                        | 3:24     |  |
| 23.                   | «Si Puedo Volverte A Ver» (Benny ft. Ana Torroja)                                                          | 5:52     |  |
| 24.                   | «Me Haces Tanto Bien» (JNS ft. Erik Rubín)                                                                 | 3:15     |  |
| 25.                   | «Dile» (Lynda ft. JNS)                                                                                     | 4:04     |  |
| 26.                   | «Antro» (Kabah ft. Sentidos Opuestos, Magneto)                                                             | 3:56     |  |
| 27.                   | «Con Todos Menos Conmigo» (Erik Rubín ft. Benny, Kabah, Magneto, Ari Borovoy)                              | 4:01     |  |
| 28.                   | «Duele El Amor» (Ana Torroja ft. Magneto)                                                                  | 5:04     |  |
| 29.                   | «Malherido» (Magneto ft. Erik Rubín)                                                                       | 4:20     |  |
| 30.                   | «Hijo De La Luna» (Ana Torroja ft. Sentidos Opuestos)                                                      | 6:26     |  |
| 31.                   | «Tal Vez / Enferma De Amor» (JNS ft. Kabah)                                                                | 5:53     |  |
| 32.                   | «Maldita Timidez» (Lynda ft. Benny)                                                                        | 3:48     |  |
| 33.                   | «Muriendo Lento» (Benny, Erik Rubín ft. Lynda, Sentidos Opuestos)                                          | 4:16     |  |
| 34.                   | «Mujer Contra Mujer» (Ana Torroja ft. Sentidos Opuestos)                                                   | 5:25     |  |

| 90's Pop Tour 4 DVD 2 | |          |  |
| N.º                   | Título                                                                                             | Duración |  |
| 35.                   | «Que Te La Pongo» (Garibaldi)                                                                      | 3:23     |  |
| 36.                   | «Banana» (Garibaldi)                                                                               | 4:09     |  |
| 37.                   | «La Ventanita» (Garibaldi ft. JNS, Kabah)                                                          | 4:14     |  |
| 38.                   | «Cuando Mueres Por Alguien» (Erik Rubín ft. Sentidos Opuestos)                                     | 4:01     |  |
| 39.                   | «Para Siempre» (Magneto ft. Lynda, Sentidos Opuestos)                                              | 4:34     |  |
| 40.                   | «Cruz De Navajas» (Ana Torroja ft. Lynda)                                                          | 5:06     |  |
| 41.                   | «Mai Mai» (Kabah ft. Benny, Erik Rubín)                                                            | 3:53     |  |
| 42.                   | «El Gato Rockanrolero / El Baile Del Sapo» (Benny ft. Kabah)                                       | 4:41     |  |
| 43.                   | «Si No Es Ahora» (Erik Rubín ft. JNS)                                                              | 3:58     |  |
| 44.                   | «Cambiando El Destino» (Magneto ft. Benny)                                                         | 3:37     |  |
| 45.                   | «7 De Septiembre» (Ana Torroja ft. Ari Borovoy)                                                    | 4:41     |  |
| 46.                   | «Cielo» (Benny ft. Sentidos Opuestos)                                                              | 3:56     |  |
| 47.                   | «Corazón Perdido» (Lynda ft. Kabah)                                                                | 4:14     |  |
| 48.                   | «Dónde Están» (Sentidos Opuestos ft. Erik Rubín)                                                   | 4:33     |  |
| 49.                   | «Tú Y Yo Somos Uno Mismo» (Benny ft. JNS)                                                          | 3:29     |  |
| 50.                   | «Entre Azul Y Buenas Noches» (JNS ft. Sentidos Opuestos, Kabah, Magneto)                           | 4:29     |  |
| 51.                   | «Vive» (Kabah)                                                                                     | 3:50     |  |
| 52.                   | «Princesa Tibetana» (Erik Rubín)                                                                   | 3:52     |  |
| 53.                   | «Gira Que Gira» (Lynda ft. JNS, Kabah)                                                             | 4:28     |  |
| 54.                   | «Un Año Más» (Ana Torroja ft. Sentidos Opuestos, Lynda, Benny, Kabah, JNS, Erik Rubín, Magneto)    | 5:56     |  |
| 55.                   | «La Calle De Las Sirenas» (Kabah ft. Sentidos Opuestos, Lynda, Benny, JNS, Magneto)                | 4:46     |  |
| 56.                   | «Fiesta» (Sentidos Opuestos ft. Lynda, Benny, Kabah, JNS, Erik Rubín, Magneto)                     | 4:02     |  |
| 57.                   | «Pepe» (JNS ft. Sentidos Opuestos, Benny, Kabah, Magneto)                                          | 3:47     |  |
| 58.                   | «Vuela Vuela» (Magneto ft. Sentidos Opuestos, Benny, Kabah, JNS)                                   | 5:15     |  |
| 59.                   | «Barco A Venus» (Ana Torroja ft. Sentidos Opuestos, Lynda, Benny, Kabah, JNS, Erik Rubín, Magneto) | 5:12     |  |
| 60.                   | «México» (Benny, Erik Rubín ft. Ana Torroja, Sentidos Opuestos, Lynda, Benny, Kabah, JNS, Magneto) | 5:37     |  |

### Versión digital
| 90's Pop Tour 4 Versión Digital | |          |  |
| N.º                             | Título | Duración |  |
| 1.                              | «La Vida Es Mejor Cantando / Me Colé En Una Fiesta» (Benny y Ana Torroja ft. Sentidos Opuestos, Lynda, Kabah, JNS, Erik Rubín, Magneto) | 9:44     |  |
| 2.                              | «A 1000 Por Hora» (Lynda) | 3:21     |  |
| 3.                              | «Eternamente» (Sentidos Opuestos) | 3:55     |  |
| 4.                              | «Solo Vivo Para Ti» (JNS) | 5:24     |  |
| 5.                              | «La Vida Que Va» (Kabah) | 3:45     |  |
| 6.                              | «40 Grados» (Magneto) | 3:39     |  |
| 7.                              | «Ámame Hasta Con Los Dientes» (Erik Rubín)                                                                                              | 3:04     |  |
| 8.                              | «Inspiración / Uno / Llueve Luz» (Benny)                                                                                                | 5:33     |  |
| 9.                              | «Ya No Te Quiero» (Ana Torroja) | 3:47     |  |
| 10.                             | «Sugar / Mira, Mira, Mira» (Magneto ft. JNS)                                                                                            | 3:58     |  |
| 11.                             | «Estoy Por Él» (JNS ft. Sentidos Opuestos)                                                                                              | 4:22     |  |
| 12.                             | «Escríbeme En El Cielo / A Dónde / Historias De Amor» (Sentidos Opuestos ft. Benny)                                                     | 6:54     |  |
| 13.                             | «Una Ilusión» (Kabah ft. Lynda) | 4:02     |  |
| 14.                             | «No Quiero Verte» (Lynda ft. Erik Rubín)                                                                                                | 3:56     |  |
| 15.                             | «Ay Qué Pesado / Maquillaje» (Ana Torroja ft. Kabah, JNS)                                                                               | 6:16     |  |
| 16.                             | «Sin Ti» (Benny ft. Magneto) | 4:48     |  |
| 17.                             | «Mírame» (Sentidos Opuestos ft. Magneto, Lynda)                                                                                         | 4:47     |  |
| 18.                             | «Aire» (Ana Torroja ft. Erik Rubín) | 4:45     |  |
| 19.                             | «La Fuerza Del Destino» (Ana Torroja)                                                                                                   | 5:09     |  |
| 20.                             | «Dame Amor» (Erik Rubín ft. Kabah) | 4:37     |  |
| 21.                             | «Me Cuesta Tanto Olvidarte» (Ana Torroja ft. Benny)                                                                                     | 3:24     |  |
| 22.                             | «Si Puedo Volverte A Ver» (Benny ft. Ana Torroja)                                                                                       | 5:52     |  |
| 23.                             | «Me Haces Tanto Bien» (JNS ft. Erik Rubín)                                                                                              | 3:15     |  |
| 24.                             | «Dile» (Lynda ft. JNS) | 4:04     |  |
| 25.                             | «Antro» (Kabah ft. Sentidos Opuestos, Magneto)                                                                                          | 3:56     |  |
| 26.                             | «Con Todos Menos Conmigo» (Erik Rubín ft. Benny, Kabah, Magneto, Ari Borovoy)                                                           | 4:01     |  |
| 27.                             | «Duele El Amor» (Ana Torroja ft. Magneto)                                                                                               | 5:04     |  |
| 28.                             | «Malherido» (Magneto ft. Erik Rubín) | 4:20     |  |
| 29.                             | «Hijo De La Luna» (Ana Torroja ft. Sentidos Opuestos)                                                                                   | 6:26     |  |
| 30.                             | «Tal Vez / Enferma De Amor» (JNS ft. Kabah)                                                                                             | 5:53     |  |
| 31.                             | «Maldita Timidez» (Lynda ft. Benny) | 3:48     |  |
| 32.                             | «Muriendo Lento» (Benny, Erik Rubín ft. Lynda, Sentidos Opuestos)                                                                       | 4:16     |  |
| 33.                             | «Mujer Contra Mujer» (Ana Torroja ft. Sentidos Opuestos)                                                                                | 5:25     |  |
| 34.                             | «Que Te La Pongo» (Garibaldi) | 3:23     |  |
| 35.                             | «Banana» (Garibaldi) | 4:09     |  |
| 36.                             | «La Ventanita» (Garibaldi ft. JNS, Kabah)                                                                                               | 4:14     |  |
| 37.                             | «Cuando Mueres Por Alguien» (Erik Rubín ft. Sentidos Opuestos)                                                                          | 4:01     |  |
| 38.                             | «Para Siempre» (Magneto ft. Lynda, Sentidos Opuestos)                                                                                   | 4:34     |  |
| 39.                             | «Cruz De Navajas» (Ana Torroja ft. Lynda)                                                                                               | 5:06     |  |
| 40.                             | «Mai Mai» (Kabah ft. Benny, Erik Rubín)                                                                                                 | 3:53     |  |
| 41.                             | «El Gato Rockanrolero / El Baile Del Sapo» (Benny ft. Kabah)                                                                            | 4:41     |  |
| 42.                             | «Si No Es Ahora» (Erik Rubín ft. JNS)                                                                                                   | 3:58     |  |
| 43.                             | «Amor De Papel» (Sentidos Opuestos ft. Lynda, Kabah, JNS)                                                                               | 4:29     |  |
| 44.                             | «Cambiando El Destino» (Magneto ft. Benny)                                                                                              | 3:37     |  |
| 45.                             | «7 De Septiembre» (Ana Torroja ft. Ari Borovoy)                                                                                         | 4:41     |  |
| 46.                             | «Cielo» (Benny ft. Sentidos Opuestos)                                                                                                   | 3:56     |  |
| 47.                             | «Corazón Perdido» (Lynda ft. Kabah) | 4:14     |  |
| 48.                             | «Dónde Están» (Sentidos Opuestos) | 4:33     |  |
| 49.                             | «Tú Y Yo Somos Uno Mismo» (Benny ft. JNS)                                                                                               | 3:29     |  |
| 50.                             | «Entre Azul Y Buenas Noches» (JNS ft. Sentidos Opuestos, Kabah, Magneto)                                                                | 4:29     |  |
| 51.                             | «Vive» (Kabah) | 3:50     |  |
| 52.                             | «Princesa Tibetana» (Erik Rubín) | 3:52     |  |
| 53.                             | «Gira Que Gira» (Lynda ft. JNS, Kabah)                                                                                                  | 4:28     |  |
| 54.                             | «Un Año Más» (Ana Torroja ft. Sentidos Opuestos, Lynda, Benny, Kabah, JNS, Erik Rubín, Magneto)                                         | 5:56     |  |
| 55.                             | «La Calle De Las Sirenas» (Kabah ft. Sentidos Opuestos, Lynda, Benny, JNS, Magneto)                                                     | 4:46     |  |
| 56.                             | «Fiesta» (Sentidos Opuestos ft. Lynda, Benny, Kabah, JNS, Erik Rubín, Magneto)                                                          | 4:02     |  |
| 57.                             | «Pepe» (JNS ft. Sentidos Opuestos, Benny, Kabah, Magneto)                                                                               | 3:47     |  |
| 58.                             | «Vuela Vuela» (Magneto ft. Sentidos Opuestos, Benny, Kabah, JNS)                                                                        | 5:15     |  |
| 59.                             | «Barco A Venus» (Ana Torroja ft. Sentidos Opuestos, Lynda, Benny, Kabah, JNS, Erik Rubín, Magneto)                                      | 5:12     |  |
| 60.                             | «México» (Benny, Erik Rubín ft. Ana Torroja, Sentidos Opuestos, Lynda, Benny, Kabah, JNS, Magneto)                                      | 5:37     |  |

## Elenco
- Ana Torroja
- Benny
- Erik Rubín
- Lynda
- Sentidos Opuestos: Alessandra Rosaldo, Chacho Gaytán
- JNS: Regina Murguía, Karla DíazLeal, Melissa López, Angie Taddei
- Kabah: Federica Quijano, Daniela Magún, Apio Quijano, Sergio O'Farril, René Ortíz
- Magneto: Erick Ibarra (Alan), Hugo de la Barreda (Alex), Roberto Beltranena (Tono), Marcos Stern (Mauri), Elías Cervantes

###### Invitados especiales
- Ari Borovoy
- Garibaldi: Patricia Manterola, Charly López, Luisa Fernanda, Sergio Mayer, Katia Llanos, Víctor Noriega

###### Músicos
- Director Musical y bajo: Emilio Herrera Mistretta
- Batería: Chuz Estrada
- Guitarra: Ruby Rex
- Teclado: Valdo García
- Coros: Adrián Estrella, Rodrigo Llamas, Ignacio Nass, Alberto Collado, Ivone Garza, Diana Terán, Dulce López y Lidia Ávila.

## Créditos

##### Equipo Creativo 90's Pop Tour
- Idea Original: Ari Borovoy
- Producción Ejecutiva y Dirección Creativa: Lleims
- Creativo: Adrián Velis, Joel Irigoyen
- Coordinador de Producción: Ángel Santoyo
- Producción Musical: Güido Laris
- Diseño de Escenario 3D: Lleims
- Diseño de Iluminación y Pantallas: Juan Carlos Zamudio
- Diseño de Visuales: Sergio Domínguez / Jorge Olvera
- Dirección Coreográfica: Gulle Gómez
- Diseño de Portada y Arte: Andrei Cruz
- Diseño de Vestuario: Andrea Trejo
- Fotografía: Chino Lemus, Gabriel Pelusi, Chuy Pedraza, María Quintana, Álan Hernández

###### BOBO Music
- Dirección General: Jack Borovoy, Ari Borovoy, Sonia Salvador
- Dirección A&R: Jaime Flores GG
- Dirección de Marketing: Joel Irigoyen
- A&R: Ángel Santoyo

###### Producción DVD
- Switch It S.A. de C.V.
- Director: Aldo Ballesteros, Anuar Sánchez
- Productor: Aldo Ballesteros
- Gerente de Producción: Jordi Sepúlveda
- Coordinador de Producción: Fernanda Arellano
- P.A.: Alejandro Lona
- Encargado de Equipo: Carlos López
- Director de Fotografía: Francisco Iñigo
- Ingeniero de Grabación: Mariano Lanus
- Asistente de Grabación: Daniel Magri Pequeño
- Coordinación de Post Producción: Salomón Alcántara
- Editor SR: Aldo del Ángel
- Corrección de Color: Alfredo García
- Gráficos: Francisco García

###### Grabación Audio
- LIVE RECORDING MÉXICO
- Ingeniero de Grabación: Mariano Lanus
- Asistente: Daniel Magri
- Asistentes de Edición: Emilio Herrera Mistreta, Darío Carbajal
- Programación Adicional: Juan Puget, Gero Omaña
- Asistente de Edición: Omar Sosa
- Edición de Guitarras: Andrés "REX"

###### Producción Audio
- Producción, Edición, Mezcla y Mastering: Güido Laris

###### Producción de Secuencias
- Ana Torroja: Mikel Irazoki, Güido Laris y Emilio Mistreta
- Benny: Benny Ibarra de Llano, Vico Gutiérrez, Güido Laris y Emilio Mistreta
- Erik Rubín: Vico Gutiérrez y Güido Laris
- Lynda: Giorgio Torelli y Jules Ramilano
- Sentidos Opuestos: Chacho Gaytán y Güido Laris
- JNS: Giorgio Torelli y Güido Laris
- Kabah: Giorgio Torelli
- Magneto: Giorgio Torelli y Güido Laris
- Garibaldi: Güido Laris

###### BOBO Team
- Promotoría: Tiziana Altieri
- Prensa: Yennifer Barajas, Sara Cano
- Periodista: Alejandro Guzmán
- Cámara: Melyssa Zamudio
- Comunity Manager: Carlos Benítez
- Booking: Miguel García, Enrique Nuño
- Administración: Juan Carlos Cervantes, Mayte Álvarez, David Cervantes
- Logística: Arturo Covarrubias
- Runner: Juan Quintana